# Dynamo Lwów
Dynamo Lwów (ukr. Футбольний клуб «Динамо» Львів, Futbolnyj Kłub "Dynamo" Lwiw) – ukraiński klub piłkarski z siedzibą we Lwowie.
W latach 1999–2002 występował w ukraińskiej Drugiej Lidze.

## Historia
Chronologia nazw:
- 1940-...: Dynamo Lwów (ukr. «Динамо» Львів)

Piłkarska drużyna Dynamo Lwów została założona w 1940. Podczas II wojny światowej nie funkcjonowała, dopiero w 1944 została ponownie odrodzona.
Występował w Mistrzostwach obwodu lwowskiego.
Od początku rozrywek w niezależnej Ukrainie klub występował najpierw w Mistrzostwach obwodu lwowskiego, a następnie w Mistrzostwach Ukrainy spośród zespołów amatorskich. W 1999 jako mistrz Ukrainy spośród zespołów amatorskich awansował do Drugiej Ligi. W pierwszym że sezonie zajął wysokie szóste miejsce w grupie. W następnych dwóch sezonach zajmował czwarte miejsce. Jednak przed rozpoczęciem sezonu 2002/2003 zrezygnował z dalszych występów na poziomie profesjonalnym i został pozbawiony statusu klubu profesjonalnego.
W 2000 został pierwszym zwycięzcą Memoriału im. Ernesta Justa.

## Sukcesy
- 4. miejsce w Drugiej Lidze: 2000/01, 2001/02

## Zawodnicy
- Kazimierz Górski
- Jarosław Hrynyszyn
- Wacław Kuchar
- / Serhij Kwasnikow[3]

## Inne
- Karpaty Lwów
- SKA Lwów